# Kiniatilla tricincta
Kiniatilla tricincta là một loài ruồi trong họ Tachinidae.